# Aden (beeld)
Aden (2018) is een standbeeld in de Nederlandse stad Groningen.
Het beeld werd gemaakt door Herman Lamers en staat op het terrein van het UMCG Protonentherapiecentrum. Door 450 glasplaten van 10 mm te stapelen en te verlijmen is een transparant beeld van een jongetje ontstaan. Het kunstwerk weegt ongeveer 15.000 kilogram.

## Voorstelling
Het blootsvoetse jongetje dat zich als reus voordoet, is een stoer en kwetsbaar tegelijk en vormt een contrast met het gesloten gebouw van het protonentherapiecentrum.
De plek van het kunstwerk is gekozen, omdat het kunstwerk is gebaseerd op een 3D-scan en symboliseert de mens die bergen verzet in technische en medische ontwikkeling. Daarmee symboliseert het ook de totstandkoming van protonentherapie als nieuwe bestralingsbehandeling in Nederland.

## Galerij

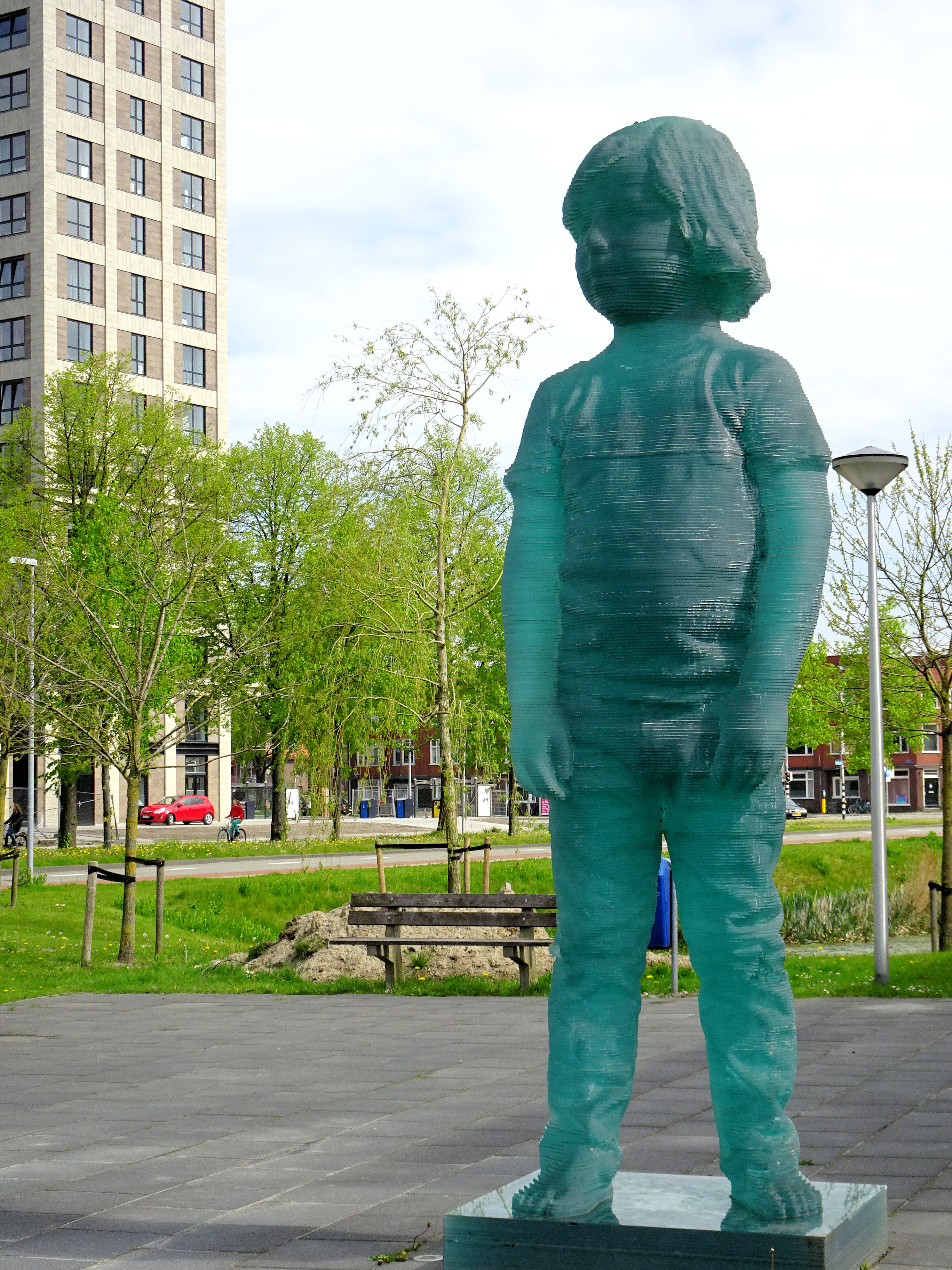
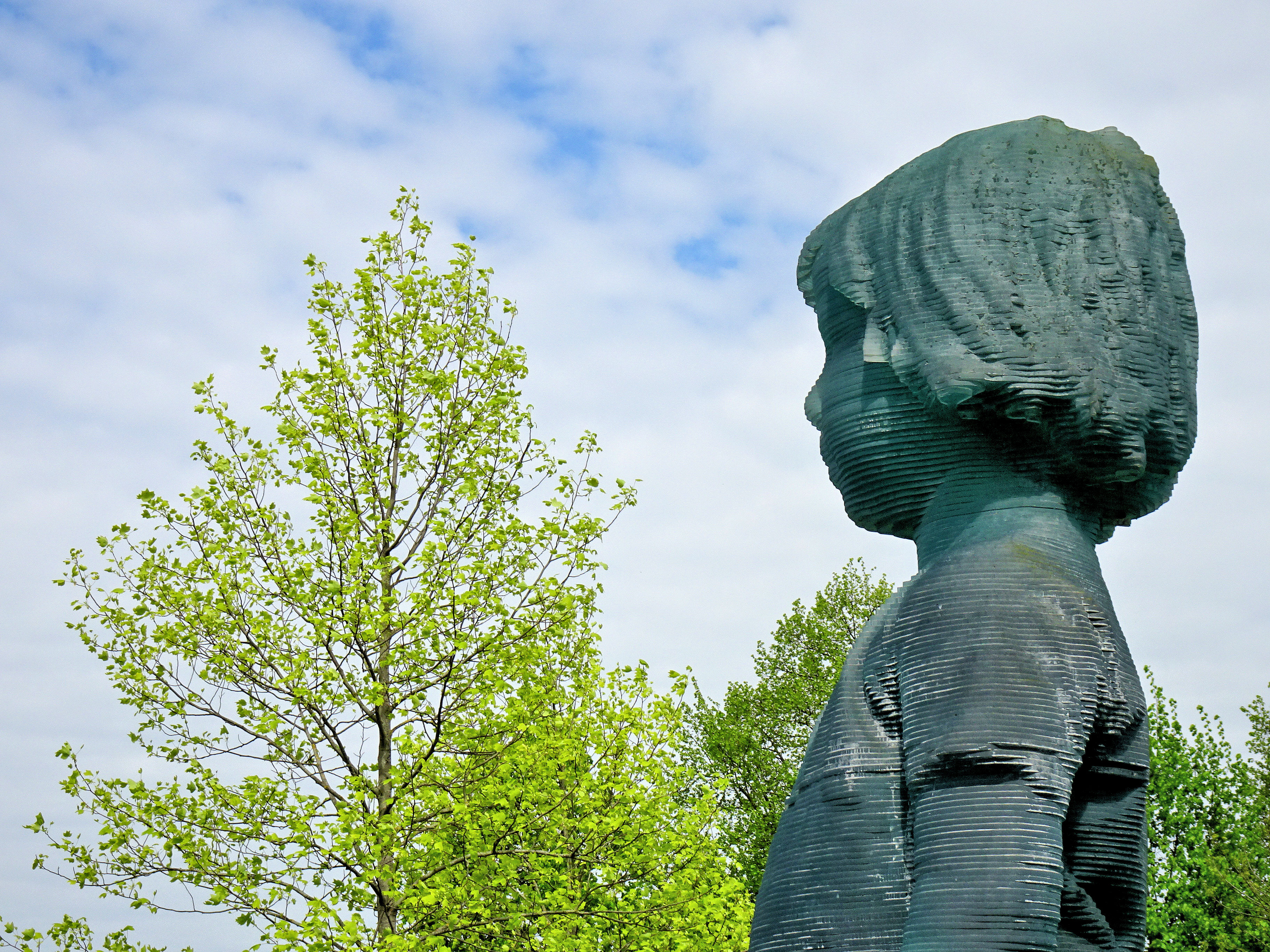